# Отворено првенство Манчестера у тенису
Отворено првенство Манчестера је био тениски турнир одржаван у Манчестеру, у Уједињеном Краљевству. Турнир је први пут одржан 1989. као челинџер. Наредне године постао је АТП турнир. Турнир је премјештен у Нотингем 1995. 

## Протекла финала

### Појединачно
| Година | Побједник          | Финалиста         | Резултат       |
| ------ | ------------------ | ----------------- | -------------- |
| 1990   | Пит Сампрас        | Гилад Блум        | 7–6, 7–6       |
| 1991   | Горан Иванишевић   | Пит Сампрас       | 6–4, 6–4       |
| 1992   | Јако Елтинг        | Маливаи Вашингтон | 6–3, 6–4       |
| 1993   | Џејсон Столтенберг | Воли Масур        | 6–1, 6–3       |
| 1994   | Патрик Рафтер      | Вејн Фереира      | 7–6(5), 7–6(4) |

### Парови
| Година | Побједници                      | Финалисти                   | Резултат      |
| ------ | ------------------------------- | --------------------------- | ------------- |
| 1990   | Марк Крацман Џејсон Столтенберг | Ник Браун Кели Џоунс        | 6–3, 2–6, 6–4 |
| 1991   | Омар Кампорезе Горан Иванишевић | Ник Браун Ендру Касл        | 6–4, 6–3      |
| 1992   | Патрик Голбрет Дејвид Макферсон | Џереми Бејтс Лори Вардер    | 4–6, 6–3, 6–2 |
| 1993   | Кен Флеч Рик Лич                | Стефан Кругер Глен Мишибата | 6–4, 6–1      |
| 1994   | Рик Лич Дени Визер              | Скот Дејвис Тревор Кронеман | 6–4, 4–6, 7–6 |